# Nemocnice Motol metróállomás
Nemocnice Motol egy metróállomás Prágában a prágai A metró vonalán.

## Szomszédos állomások
A metróállomáshoz az alábbi állomások vannak a legközelebb:
- Petřiny (Depo Hostivař)

## Átszállási kapcsolatok
| A (Nemocnice Motol ↔ Depo Hostivař) |                                                  |                         |
| Állomás                             | Átszállási kapcsolatok                           | Fontosabb létesítmények |
| Nemocnice Motol                     | 167, 168, 174, 180, 184, 304, 347, 365, 380, 902 |                         |